# Franz Julius Döteber

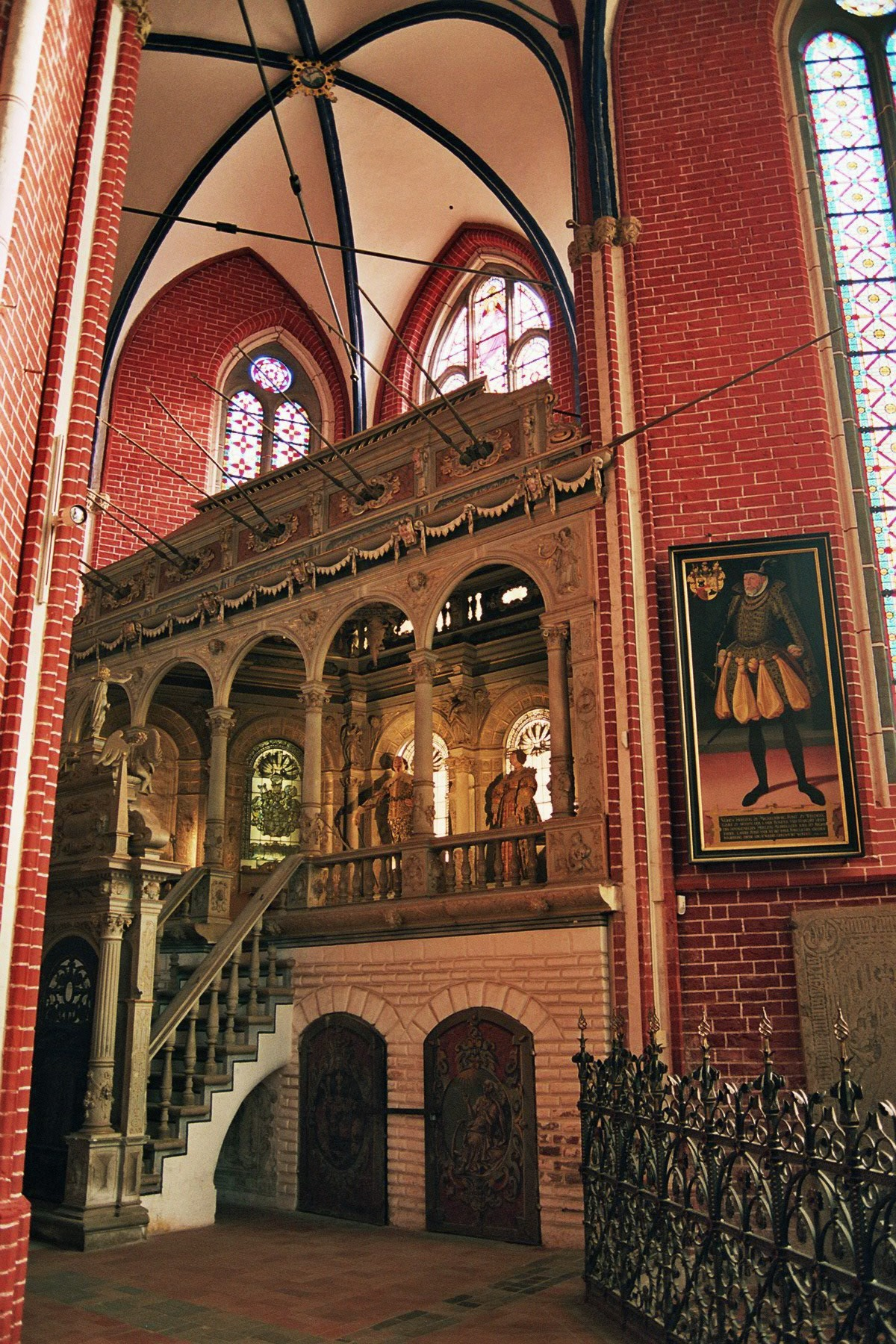
Franz Julius Dötebers Grabmal für Herzog Adolf Friedrich I. zu Mecklenburg-Schwerin und seine erste Ehefrau Anna Maria von Ostfriesland

Franz Julius Döteber (* 10. November 1575 in Celle; † 5. Juli 1648 in Leipzig) war ein deutscher Bildhauer, Elfenbeinschnitzer und Baumeister.

## Leben
Zu Dötebers Lehrmeister zählen zwischen 1591 und 1593 Weimar Heinemann in Braunschweig und für zwischen 1594 und 1597 Eberhard Wulff in Hildesheim. 1615/16 fertigte Döteber Ausschmückungen am Taufdeckel in der Thomaskirche in Leipzig, die im Zweiten Weltkrieg zerstört wurden, sowie Reliefs und Figuren am Taufstein. 1632 bis 1640 war er an der Wiederherstellung des Inventars in der Nikolai- und Thomaskirche beteiligt.
1622 bis 1637 arbeitete Döteber für Herzog Adolf Friedrich von Mecklenburg in Doberan. Hier entstand 1622 bis 1623 in der Chorkapelle des Doberaner Münsters das Grabmal des Erziehers des Herzogs Samuel von Behr. 1637 vollendete Döteber dessen Reiterstatue auf einem reliefierten Sarkophag. Zwischen 1632 und 1637 entstand die Grabkapelle mit zwei Statuen für den Herzog in der Ostkapelle des Chorumgangs.
Auf Döteber geht vermutlich auch das Grabdenkmal für Herzogin Sophia zu Mecklenburg (1569–1634), Witwe des Herzogs Johann VII. zu Mecklenburg (1558–1592), und deren ältester Tochter Anna Sophia Prinzessin zu Mecklenburg  (1591–1648) in der Stadtkirche zu Lübz zurück.
Dötebers Leipziger Werke gelten als bedeutende Beispiele für den Spätmanierismus in Mittel- und Norddeutschland.